# Norbert Burgmüller
August Joseph Norbert Burgmüller, född 8 februari 1810 i Düsseldorf, död 7 maj 1836 i Aachen, var en tysk tonsättare. Han var bror till Friedrich Burgmüller.  
Burgmüller blev först efter sin död känd som kompositör. Hans arbeten (en sonat, en symfoni, Rhapsodie, sånger) väckte stor uppmärksamhet och berömdes av Robert Schumann.